# Julius Junttila
Julius Junttila (ur. 15 sierpnia 1991 w Oulu) – fiński hokeista, reprezentant Finlandii, olimpijczyk.

## Kariera
- Kärpät U16 (2006-2007)
- Kärpät U18 (2007-2009)
- Kärpät U20 (2009-2011)
  -  Hokki (2009/2010)
  -  Suomi U20 (2009/2011)
  -  Kiekko-Laser (2010/2011)
- Kärpät (2009-2016)
- Luleå (2016-2017)
- Kärpät (2017-2018)
- Sibir Nowosybirsk (2018)
- Växjö Lakers (2018-2019)
- Kärpät (2019-2020)
- Jokerit (2020-2022)
- Kärpät (2022-)

Wychowanek klubu Kärpät. W KHL Junior Draft w 2010 został wybrany przez rosyjski klub Sibir Nowosybirsk. W drużynie grał do 2016, po czym przez rok występował w lidze szwedzkiej w drużynie Luleå HF. W czerwcu 2017 ponownie został zawodnikiem macierzystego klubu. Pod koniec kwietnia 2018 został zawodnikiem rosyjskiej drużyny Sibir Nowosybirsk. W połowie września 2018, po rozegraniu pięciu meczów na początku sezonu KHL (2018/2019) i mając zerowy dorobek punktowy indywidualnie, został zwolniony z klubu. Wkrótce potem został zawodnikiem szwedzkiego Växjö Lakers. W październiku 2019 ponownie został graczem Kärpät. Od maja 2020 zawodnik Jokeritu. Po wycofaniu się Jokeritu z KHL w sezonie 2021/2022 pod koniec lutego 2022 został ponownie graczem macierzystego Kärpät.
Został reprezentantem kadr juniorskich Finlandii. Uczestniczył w turnieju mistrzostw świata juniorów do lat 20 edycji 2011. W barwach seniorskiej reprezentacji kraju podjął występy w turniejach z cyklu Euro Hockey Tour. Uczestniczył w turnieju zimowych igrzysk olimpijskich 2018.
W trakcie kariery zawodnik zyskał przydomki Julle, Julius Caesar.

## Sukcesy
Klubowe
- Srebrny medal Jr. C SM-sarja: 2007 z Kärpät U16
- Brązowy medal Jr. B SM-sarja: 2009 z Kärpät U18
- Złoty medal Jr. A SM-liiga: 2010 z Kärpät U20
- Złoty medal mistrzostw Finlandii: 2014, 2015, 2018 z Kärpät
- Brązowy medal mistrzostw Finlandii: 2016 z Kärpät
- Finał Hokejowej Ligi Mistrzów: 2016 z Kärpät

Indywidualne
- Jr. A SM-liiga 2009/2010:
  - Nagroda Arto Javanainena - pierwsze miejsce w klasyfikacji strzelców: 27 goli
  - Nagroda Arto Javanainena - pierwsze miejsce w klasyfikacji strzelców goli w przewadze: 15 goli
  - Nagroda Arto Javanainena - pierwsze miejsce w klasyfikacji kanadyjskiej: 60 punktów
  - Nagroda Ville Peltonena - najlepszy zawodnik w fazie play-off
  - Skład gwiazd sezonu
- Liiga (2013/2014):
  - Pierwsze miejsce w klasyfikacji strzelców goli w osłabieniu: 3 gole
- Liiga (2014/2015):
  - Trzecie miejsce w klasyfikacji +/- w fazie play-off:+ 13[9]
- Liiga (2017/2018):
  - Najlepszy zawodnik miesiąca - październik 2017
  - Drugie miejsce w klasyfikacji asystentów w sezonie zasadniczym: 39 asyst[10]
  - Czwarte miejsce w klasyfikacji kanadyjskiej w sezonie zasadniczym: 52 punkty[11]
  - Czwarte miejsce w klasyfikacji +/- w sezonie zasadniczym: +26[12]
  - Pierwsze miejsce w klasyfikacji strzelców w fazie play-off: 8 goli[13]
  - Pierwsze miejsce w klasyfikacji kanadyjskiej w fazie play-off: 14 punktów[14]
  - Siódme miejsce w klasyfikacji +/- w fazie play-off: +6[15]
  - Najlepszy zawodnik w sezonie zasadniczym (Trofeum Lassego Oksanena)
  - Najlepszy zawodnik w fazie play-off (Trofeum Jariego Kurri)
  - Kultainen kypärä (Złoty Kask) – najlepszy zawodnik sezonu (w głosowaniu graczy ligi)
  - Skład gwiazd sezonu